# 熊谷龍一
熊谷 龍一（くまがい りゅういち、1979年7月2日 - ）は、宮崎県 出身のフリーアナウンサー。ボイスワークス所属。生まれは大阪府豊中市、豊中市立第三中学校卒業

## 来歴
早稲田大学出身。2004年にKKB鹿児島放送へ入社。KKBでは夏の高校野球鹿児島大会の実況などを務め、2006年、2007年には鹿児島県向けの応援実況放送を甲子園球場から担当した。
2008年3月にKKBを退社し、その後はフリーアナウンサーとして主にプロ野球中継を中心に活動している。

## 人物
小学3年から高校3年までは野球部に所属し、早稲田大学時代はオーストラリアンフットボールをプレーしている。
特技はエセ関西弁。

## 現在の出演番組
野球
- tvkプロ野球中継 横浜DeNAベイスターズ熱烈LIVE（テレビ神奈川）
- J SPORTS STADIUM（J SPORTS）中日ドラゴンズ、広島東洋カープ、東北楽天ゴールデンイーグルス戦 実況
- メジャーリーグ中継 (J SPORTS) 実況
- LIONS BASEBALL L!VE（フジテレビTWO）埼玉西武ライオンズ戦 実況、ベンチレポーター
- TwellV プロ野球中継（TwellV）埼玉西武戦 実況
- ニコニコ生放送 横浜DeNAベイスターズ主催試合 実況

ラグビー
- トップリーグ、全国高等学校ラグビーフットボール大会（J SPORTS） 実況
- フランスリーグ「TOP14」（WOWOW） 実況

## 過去の出演番組
KKB時代
- Kingspe
- KKBスーパーJチャンネル
- 口コミTVマミーズクラブ
- 夏の高校野球鹿児島大会

フリー時代
- マリーンズナイター（チバテレビ）実況
- MXスタジアム（TOKYO MX）実況
- テニス四大大会（WOWOW）実況
- STRONG!ホークス野球中継（TOKYO MX）実況
- プロ野球完全中継 全力!ライオンズ（テレ朝チャンネル2 ニュース・スポーツ） 実況、ベンチレポーター
- 野球好きニュース（J SPORTS）キャスター、ナレーター
- マツダオールスターゲーム2016第2戦（AbemaTV）実況